# Stedelijk Gymnasium 's-Hertogenbosch
Het Stedelijk Gymnasium van 's-Hertogenbosch is het enige categorale gymnasium in 's-Hertogenbosch. Het leerlingenaantal bedroeg in het schooljaar 2018-2019 827 leerlingen. De school is anno 2002 gevestigd aan het Mercatorplein in het Paleiskwartier.

## Geschiedenis
Het Stedelijk Gymnasium van 's-Hertogenbosch is de rechtstreekse voortzetting van de Latijnse school. Van deze school is reeds sprake in archieven die dateren uit het jaar 1274, en is daarmee het op een na oudste nog bestaande zelfstandig Gymnasium van Nederland (het oudste is het Johan de Witt-gymnasium te Dordrecht). Na de inname van ’s-Hertogenbosch in 1629 kregen de stedelijke regeerders toezicht op het onderwijs, dat zich van toen af moest ontwikkelen in de richting van de Reformatie. Pas in de Franse tijd deden vakken als geschiedenis en aardrijkskunde als apart vak hun intrede, spoedig gevolgd door Nederlands, wiskunde en de moderne talen. In 1848 werd de naam van de school definitief omgezet in het Stedelijk Gymnasium van 's-Hertogenbosch. De school werd vervolgens in twee delen gesplitst. Een deel leidde op voor de universiteit, een ander deel richtte zich meer op de algemene maatschappelijke vorming. Deze laatste taak werd in 1867 overgedragen aan de Rijks Hogere Burgerschool.

## Huisvesting
Het oorspronkelijke gebouw met de karakteristieke Gymnasium letters op de gevel is te bewonderen aan het plantsoen achter het Theater aan de Parade. Deze huisvesting werd later ingeruild voor een andere locatie in de Bossche binnenstad.
In 1978 werd de school verplaatst, tot groot ongenoegen van de leerlingen en onderwijzend personeel, naar een plek achter het Station 's-Hertogenbosch. Twintig jaar lang was het Stedelijk Gymnasium gehuisvest in de scholengemeenschap aan de Kooikersweg. Er werd daarna gezocht naar een geschikte locatie voor een nieuw gebouw. Bij de start van schooljaar 2002-2003 werd het gebouw aan het Mercatorplein in gebruik genomen.
Met ingang van het schooljaar 2006-2007 werd extra lesruimte in een gebouw tegenover de school in gebruik genomen wegens de onvoorziene grote groei in het aantal leerlingen. Door deze extra lesruimte is de huisvesting aan het Mercatorplein langer gewaarborgd. In de extra lesruimte (ook bekend als het B-gebouw) bevinden zich een fitnessruimte, drie extra lokalen en een overblijfruimte voor bovenbouwleerlingen.
Ook is in het schooljaar 2006-2007 een extra overdekte fietsenstalling in gebruik genomen. Deze was nodig vanwege een gebrek aan plaatsen in de eerdere fietsenstalling.
Met ingang van het schooljaar 2010-2011 zijn er drie extra lokalen bijgekomen, die gehuurd worden bij het Duhamel College. Deze lokalen worden vanaf schooljaar 2013-2014 niet meer gehuurd en zijn vervangen door nieuwe lokalen in het C-gebouw, naast het B-gebouw. Ook bevindt zich in dit nieuwe deel nu de overblijfruimte voor bovenbouwleerlingen en is deze overblijfruimte niet meer op de eerste verdieping. Met ingang van schooljaar 2017-2018 is de eerste verdieping opengesteld als overblijfruimte voor de onderbouw.

## Organisatie
Het Stedelijk Gymnasium is een openbare school, per 1 augustus 2002 aangesloten bij de Openbare Stichting Zelfstandige Gymnasia (OSZG) te Haarlem. Het werk in de school wordt geleid door de rector, daarin bijgestaan door de conrector. De eindverantwoordelijkheid berust bij de rector. Ouders, leerlingen en personeel kiezen een afvaardiging naar de medezeggenschapsraad.
De ouders worden vertegenwoordigd door de oudervereniging, waaraan namens de school de rector en een docent zijn toegevoegd.
Daarnaast is er ook nog een leerlingenvereniging, genaamd LOS! (Leerlingenorganisatie Stedelijk)

## Vakken
Op het Stedelijk Gymnasium worden dezelfde vakken gegeven als op een reguliere vwo-school. Anders is dat er, zoals op elk gymnasium, ook de vakken Latijn, Grieks en Klassieke Culturele Vorming (KCV) worden gegeven. Verder wordt er op het Stedelijk geen CKV (Culturele Kunstzinnige Vorming) gegeven. Dit wordt vervangen door het vak Kunstzinnige Uiting en Beeldende Vorming (KUBV). De vakken houden inhoudelijk hetzelfde in.
Een korte lijst van alle vakken:
- Nederlands
- Oudgrieks
- Latijn
- Frans
- Duits
- Engels
- Geschiedenis
- Wiskunde
- Natuurkunde
- Scheikunde
- Biologie
- KUBV-Tekenen
- Informatica
- Aardrijkskunde
- Drama
- Muziek
- KCV
- Lichamelijke opvoeding
- Maatschappijleer
- Filosofie
- Economie

## Oud-leerlingen
Bekende oud-leerlingen zijn o.a.:
- Desiderius Erasmus (humanist, filosoof)
- Georgius Macropedius (humanist, schoolmeester en Latijnse toneelschrijver)
- Gerardus Mercator (cartograaf)
- Joan Derk van der Capellen tot den Pol (patriot)
- Joost Prinsen (acteur)
- René van Dammen (kijkcijferexpert)
- P.F. Thomése (schrijver)
- Leon de Winter (schrijver)
- Pieter Steinz (schrijver)
- Maartje Goderie (hockeyster)
- Ilias Bulaid (kickbokser)